# Мультиплексор (электроника)

Схема мультиплексора 2 входа на 1 выход.
I0,~I1 — информационные входы, sel — вход управления, в зависимости от его состояния выбирается один из входов для передачи на выход out. На рисунке справа изображена эквивалентная схема этого мультиплексора.

Мультипле́ксор — устройство, имеющее несколько сигнальных входов, один или более управляющих входов и один выход. Мультиплексор позволяет передавать сигнал с одного из входов на выход; при этом выбор желаемого входа осуществляется подачей соответствующей комбинации управляющих сигналов.
Аналоговые и цифровые мультиплексоры значительно различаются по принципу работы. Первые электрически соединяют выбранный вход с выходом через внутренний бесконтактный ключ (при этом сопротивление при замкнутом ключе между ними невелико — порядка единиц/десятков ом). Вторые же не образуют прямое электрическое соединение между выбранным входом и выходом, а лишь «копируют» на выход логический уровень ('0' или '1') с выбранного входа на выход.
Аналоговые мультиплексоры иногда называют ключами или коммутаторами.
Устройство, противоположное мультиплексору по своей функции, называется демультиплексором. В случае применения аналоговых мультиплексоров (с применением ключей на полевых транзисторах) нет различия между мультиплексором и демультиплексором; такие устройства могут называться коммутаторами.

## Устройство
Схематически мультиплексор можно изобразить в виде коммутатора, обеспечивающего подключение одного из нескольких входов (их называют информационными) к одному выходу устройства. Коммутатор обслуживает управляющая схема, в которой имеются адресные входы и, как правило, разрешающие, иначе называемые стробирующие.
Сигналы на адресных входах определяют, какой конкретно информационный канал подключен к выходу. Если между числом информационных входов {\displaystyle n} и числом адресных входов {\displaystyle m} действует соотношение {\displaystyle n=2^{m}}, то такой мультиплексор называют полным. Если {\displaystyle n<2^{m}}, то мультиплексор называют неполным.
Разрешающие входы используют для расширения функциональных возможностей мультиплексора. Они используются для наращивания разрядности мультиплексора, синхронизации его работы с работой других узлов. Сигналы на разрешающих входах могут разрешать или запрещать подключение определённого входа к выходу.
В качестве управляющей схемы обычно используется дешифратор. В цифровых мультиплексорах логические элементы коммутатора и дешифратора обычно объединяются.

### Обобщённая схема мультиплексора

Обобщённая схема мультиплексора

Входные логические сигналы {\displaystyle Xi} поступают на входы внутреннего коммутатора и через коммутатор передаются на выход {\displaystyle Y.} На вход управляющей схемы подаётся слово адресных сигналов {\displaystyle Ak} (от англ. Address). Мультиплексор также может иметь дополнительный управляющий вход {\displaystyle E} (от англ. Enable), иногда этот вход обозначают на схемах {\displaystyle CS} (от англ. Chip Select — «выбор микросхемы»), который разрешает или запрещает прохождение входного сигнала на выход {\displaystyle Y.} Разрешающий сигнал в разных конкретных моделях мультиплексоров может быть как логическая 1, так и логический 0, но в подавляющем количестве типов мультиплексоров выпускаемых промышленностью разрешающий сигнал логический 0.
В разных типах мультиплексоров при запрещающем состоянии передачи на входе {\displaystyle E} на выходе {\displaystyle Y} может быть состояние 0 или 1.
Кроме этого, некоторые мультиплексоры имеют выход, который может принимать три состояния: два логических состояния 0 и 1, и третье состояние — отключённый выход (высокоимпедансное состояние, часто говорят, {\displaystyle Z}-состояние — выходное сопротивление велико, выходной внутренний логический вентиль отключается от выхода специальным внутренним ключом). Такое техническое решение облегчает наращивание количества входных сигналов мультиплексора каскадированием нескольких микросхем мультиплексоров, при этом выходы микросхем просто электрически соединяются. Перевод мультиплексора в третье состояние производится подачей на вход {\displaystyle OE} (от англ. Output Enable) логической 1, чаще логического 0 — опять же зависит от модели конкретного мультиплексора.

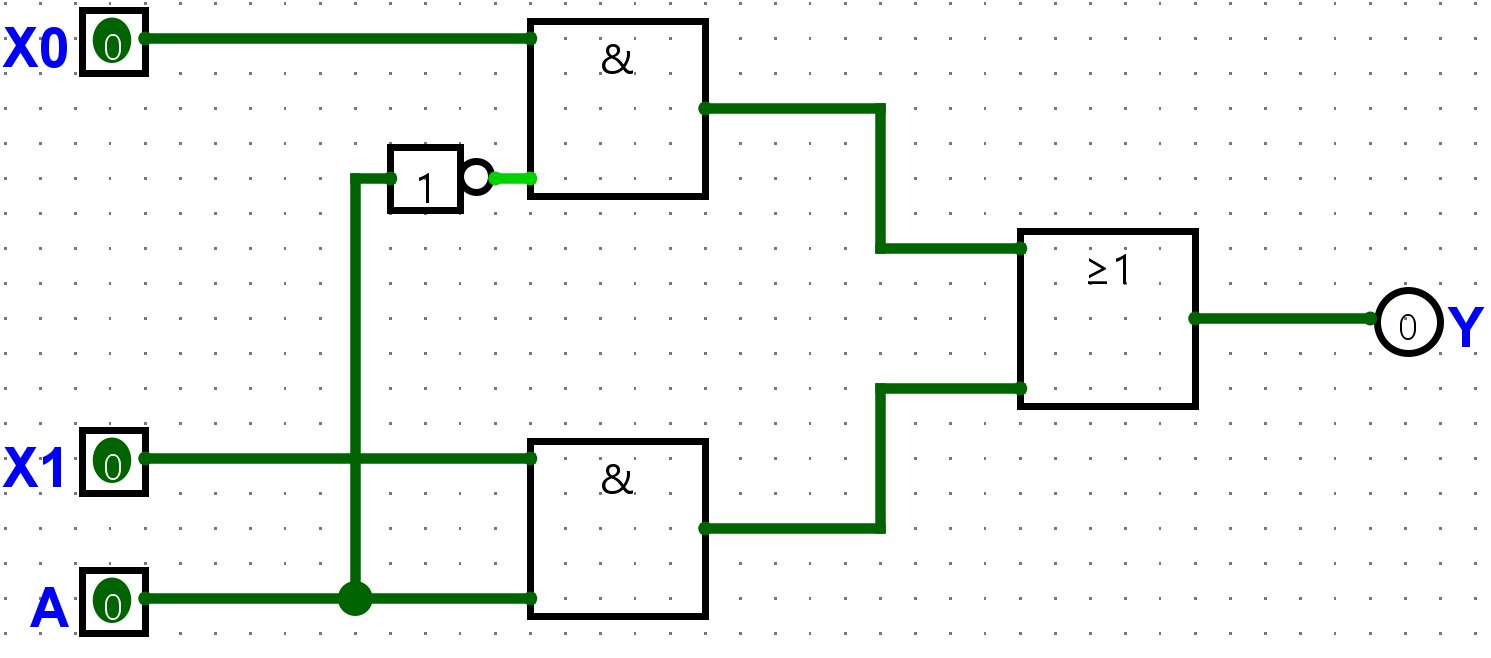
Мультиплексор с двумя информационными входами, реализованный на простейших логических элементах

## Использование
Мультиплексоры могут использоваться в делителях частоты, триггерных устройствах, сдвигающих устройствах и др. Мультиплексоры могут использоваться для преобразования параллельного двоичного кода в последовательный. Для такого преобразования достаточно подать на информационные входы мультиплексора параллельный двоичный код, а сигналы на адресные входы подавать в такой последовательности, чтобы к выходу поочередно подключались входы, начиная с первого и заканчивая последним.

## Обозначение
Мультиплексоры на схемах обозначают аббревиатурой MUX (от англ. multiplexer), а также MS (от англ. multiplexer selector).

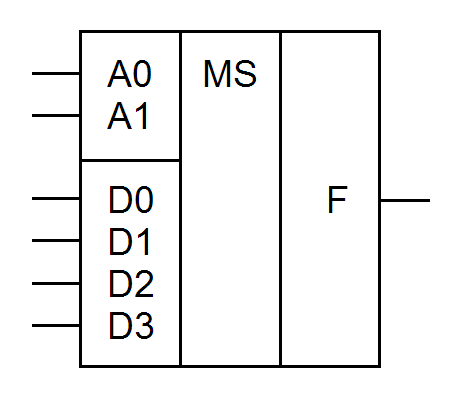
Условное графическое обозначение (УГО) мультиплексора «4 в 1».

Мультиплексор «2 в 1» является тринарной (трёхаргументной, трёхвходовой) двоичной логической функцией с номером 202.